# 孕ませ人妻姉妹 〜兄嫁と弟嫁は俺の性妻〜
『孕ませ人妻姉妹 〜兄嫁と弟嫁は俺の性妻〜』（はらませひとづましまい あによめとおとうとよめはおれのせいさい）は、日本のアダルトゲームブランド・スワンマニアが2009年2月27日に発売した18禁アドベンチャーゲーム。

## 概要
有限会社アセンドアイの廉価版ブランドの一つ・スワンマニアの第13作。スワン系ブランドの「ボテもえ」路線の1作で、実の姉妹でもある主人公の兄と弟それぞれの妻に対する「寝取り」をテーマとする。

## ストーリー
主人公・健二の兄である宗一は妻の美礼を残して海外へ単身赴任している。また、最近結婚したばかりである弟の三雄は新妻の美海と過ごすよりも独身時代と同じように遊び歩く方が気楽なようで、新婚早々から美海は疎外感にさいななまれていた。
その結果、健二は実の姉妹である兄嫁の美礼・弟嫁の美海の出戻りに付き合わされる形で2人の母である義母・瞳の家に居候する身になっていた。そして、それぞれ欲求不満を抱える美礼と美海はそのはけ口を健二に求めるようになっていく。

## 登場人物
健二（けんじ）
主人公。両親を亡くした後、弟の三雄と共に年の離れた兄の宗一に育てられるが、その宗一が美礼と結婚して白鳥家の婿養子になったのを機に居候として白鳥家の世話になっている。
白鳥 美礼（しらとり みれい）
健二の義姉。健二の兄・宗一と結婚したのも束の間、宗一は新婚3日目で海外へ単身赴任してしまい、欲求不満に陥っている。
白鳥 美海（しらとり みみ）
健二の義妹で、美礼の実妹。健二の弟・三雄と1年前に結婚したが、三雄は独身気分が抜けず新妻の美海に構わず遊び歩いている。
白鳥 瞳（しらとり ひとみ）
美礼・美海姉妹の母。成人した娘が2人いるとは思えないほど若々しい。ハーレムエンドでは離婚成立の後にそれぞれ健二の子、つまり自分の孫を妊娠した姉妹に触発される形で健二と関係を持ち、2人の孫より年下の子供を授かる。

## スタッフ
- シナリオ 南条巴
- 音楽 Arp